# Ma Gui
Ma Gui (en idioma chino: 麻貴; pinyin: Má Guì, 1538-1616) fue un general y, posteriormente, comandante de la dinastía Ming. Aunque fue miembro de la minoría Hui, sirvió a los gobernantes Han de la dinastía Ming con gran lealtad. Participó en varias campañas contra los mongoles, así como el tener un rol decisivo contra japoneses en las invasiones japonesas a Corea convocadas por Toyotomi Hideyoshi. Antes de su muerte, sirvió como comandante en la península de Liaodong.
Fue fundador del clan coreano Shanggu Ma, un clan que en la actualidad está compuesto por 232 miembros.

## Motín de Ningxia
El Motín de Ningxia fue una rebelión realizada por minorías mongolas que estaban descontentas con el gobierno de los han y que duró a lo largo de 1592. Así fue como 6.000 efectivos al mando del Príncipe Pubei y Liu Dongyang se alzaron contra los Ming y lograron conquistar 47 fuertes sin apenas resistencia. También lograron conquistar ciudades como Lingzhou y Huamachi. Tal incidente hizo que el Emperador Wanli retrasara la ayuda a su aliado coreano que se encontraba inmerso en la guerra contra Japón para poder sofocar la rebelión.

### Batalla del Río Amarillo
Las tropas mongolas atravesaron los límites fronterizos de la provincia de Shaanxi y se estaban aproximando al río amarillo. Para evitar su avance, el Emperador Wanli envió un contingente de 7.000 unidades al mando de Ma Gui. Con una serie de escaramuzas a lo largo del río, las tropas chinas lograron repeler el avance de los mongoles.

### Batalla de Lingzhou
Tras la victoria, las tropas de Ma Gui avanzaron 70 kilómetros hasta llegar a la ciudad de Lingzhou que se encontraba custodiada por 1.000 mongoles. El 27 de mayo inició el primer asalto a los muros de la ciudad, que acabó siendo un fracaso con un saldo de 100 muertes. El 1 de julio, aparecieron 2.000 tropas de refuerzo mongol que atacaron a los sitiadores. Con la llegada de refuerzos el 2 de julio, el ejército chino logró repeler tanto a los jinetes, como conquistar la ciudad el 3 de julio. A mediados de julio, los Ming pusieron al mando al general Li Rusong a los nuevos 62.000 soldados, teniendo una pequeña porción al mando de Ma Gui.

### Batalla del Fuerte de Zhangliang
Las tropas de Li Rusong continuaron avanzando hasta llegar a la capital de los insurgentes Ningxia. Los primeros asaltos fueron un fracaso y, por ello, decidieron sitiar la ciudad. Los mongoles iniciaron una ofensiva por el norte de 10.000 jinetes para distraer a los sitiadores. Ma Gui, al mando de alrededor de 1.000 tropas combatieron en el Fuerte de Zhangliang durante 6 horas contra 5.000 mongoles. Esta batalla supuso una inesperada victoria para los chinos, que lograron repeler el ataque mongol con un ejército superior en número. A las dos semanas, las tropas de Li Rusong conquistarían la capital.

## Guerra Imjin
Japón, buscando aumentar su presencia internacional, decidió que el primer paso sería la conquista de Corea para, posteriormente, realizar una invasión a China. El emperador Wanli de la dinastía Ming y sus consejeros respondieron inicialmente la petición de ayuda del Rey Seonjo enviando una fuerza inicial sumamente pequeña, consistente en 1.000 efectivos conocidos como la Fuerza Expedicionaria China dirigidas por el general Tai Zhaobian. Estos se dedicaron exclusivamente a labores de logística. Posteriormente enviaron 5.000 soldados dirigidos por el general Zhao Chengxun para combatir. Cuando los chinos terminaron con la revuelta de Ningxia decidieron enviar un ejército mayor ante el temor del avance japonés por territorio chino, formando un total de 43.000 soldados al mando de Li Rusong en 1593. No fue hasta el inicio de la 2º invasión japonesa de corea (1597-1598) que Ma Gui no sería enviado como general al conflicto junto a un total de 100.000 soldados chinos.

### Emboscada de Chiksan
Con un ataque inicial exitoso, las tropas japonesas iniciaron un avance hacia el interior de Corea. Mientras las tropas realizaban avances sin oposición, el ejército liderado por Ma Gui se posicionó en el pueblo Chiksan cubierto por dos colinas para impedir su avance. Este contaban con 4.000 soldados, entre los que había 2.000 jinetes que quedarían ocultos en la retaguardia. El 16 de octubre, 5.000 soldados dirigidos por Kuroda Nagamasa llegaron al pueblo y se llevaron la sorpresa al ver las fortificaciones de este. Acto seguido, recibieron una lluvia de flechas, proyectiles de arcabuces y proyectiles de humo. Pese a la emboscada, las tropas japoneses cargaron y entablaron un combate cuerpo a cuerpo que se prolongó durante todo el día. Los defensores fueron debilitándose, pero la caballería china hizo cargas por la retaguardia e hizo que los japoneses emprendieran la retirada. La batalla de Chiksan supuso una derrota para el ejército japonés y la detención de sus avances, así como la pérdida de 600 soldados frente a los 200 del ejército de los Ming.

### Avances sin oposición
Los japoneses entendieron que se encontraban en una situación crítica y que, por lo tanto, la mejor opción sería la de ponerse a la defensiva. Para ello, replegaron sus tropas hacia el sur. El Emperador Wanli y el Rey Joseon entendieron que era el momento para realizar una contraofensiva. El Emperador Wanli asignó un total de 40.000 efectivos a Ma Gui para que avanzara por todos los territorios que los japoneses estaban abandonando. En diciembre de 1597, Ma Gui avanzó con sus tropas recuperando la provincia de Jeolla, así como el norte de Gyeongsang sin encontrar mucha oposición.

### Primer asedio de Ulsan

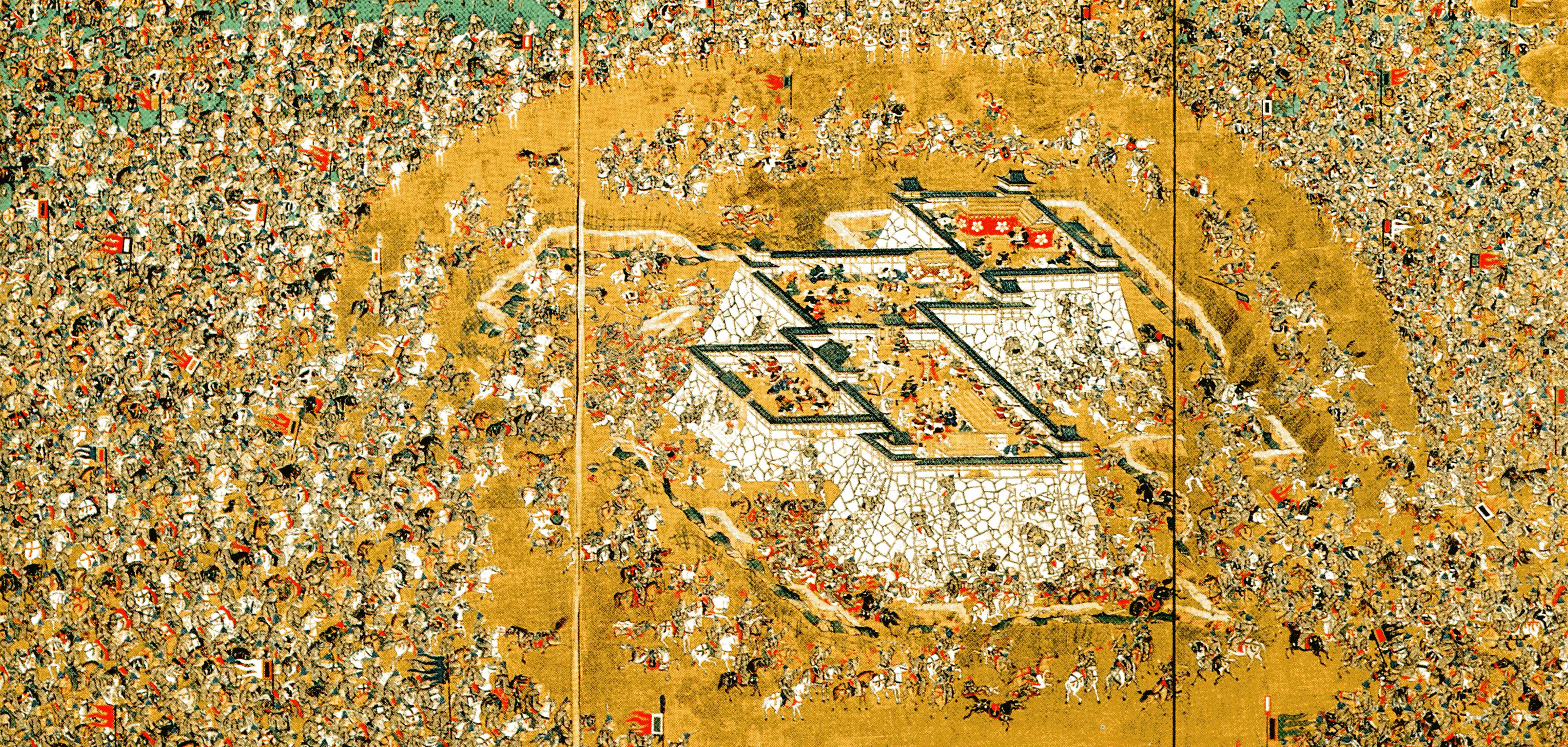
Representación del primer asedio de Ulsan.

Las tropas de Ma Gui se detivieron frente al castillo de Ulsan el 29 de enero de 1598. Tras un ataque inicial fallido, decidieron sitiar Ulsan. Los 40.000 soldados comandados por Ma Gui (junto a 10.000 coreanos) casi lograron completar la tarea de tomar la fortaleza, pero Mōri Hidemoto acudió a auxiliar a levantar el asedio trayendo tropas y suministros por mar, con lo que se prolongaron las hostilidades. Nuevamente, cuando parecía que los defensores caerían ante el enemigo debido a la falta de provisiones y comida, más refuerzos arribaron al castillo. Esta situación ocurrió alrededor de 5 ocasiones, en las que los tropas designadas al general Li Rumei no lograban impedir el acceso a la fortaleza de las nuevas tropas. Ma Gui decidió retirarse en lo que se considera una victoria japonesa aunque su ejército fue severamente debilitado. El ejército sino-coreano sufrió 20.000 bajas frente a las 10.000 de los japoneses.

### Segundo asedio de Ulsan
Tras el fallido asedio de Sanchon y la inminente derrota en el asedio de Sunchon, Ma Gui decidió volver a intentar conquistar Ulsan. El sitio, iniciado en octubre de 1598, duró un mes, pero fue insuficiente como para debilitar sus defensas. Ante los desastres de Sanchon y Sunchon, Ma Gui prefirió retirarse para evitar un embolsamiento. Esta fue la última batalla en la que participó Ma Gui en el conflicto.